# 安妮·麥考菲利
安妮·麥考菲利（英語：Anne Inez McCaffrey，1926年4月1日—2011年11月21日） 是美國出生愛爾蘭作家，以《神龍紀元：飛龍騎士》（Dragonriders of Pern）聞名於世。安妮·麥考菲利成為第一位獲得雨果獎女小說家，並是率先贏得星雲獎的女小說家。她1978年的小說《白龍》成為第一本出現在紐約時報暢銷書名單的科幻小說。
2005年，美國科幻和奇幻作家協會評論為安妮·麥考菲利為第22位大師。2006年6月17日，她進入科幻名人堂。

## 外部連結
- 中的“McCaffrey, Anne”